# 루르 (음악)
루르(loure, gigue lente, slow gigue)는 프랑스의 바로크 춤곡이다.
6/4박자로 노르망디 지방의 춤곡이다. 느린 템포와 점리듬이 특징이다.
현악기의 연주 기법중 하나인 Louré도 있다.